# Марш са Дрине
Марш са Дрине је српска национална кампања против ископавања и испирања литијума, бора и сличних минерала у Србији. Чине је народна и међународна мрежа активиста, стручњака, локалних пољопривредника, српских сељака и мештана, против ископавања поменутих минерала у Србији.

## О кампањи
Национална кампања Марш са Дрине је настала као мрежа група и организација које су иступиле против пројекта Јадар и Рио Тинтове иницијативе, са примарном сврхом да подржи локалну иницијативу Не Дамо Јадар. Током времена њихова порука се проширила и прерасли су у колектив грађана, независних експерата, активиста, локалних и националних невладиних организација из Србије и шире. Заједнички циљ свих њих је да уједињени заштитите долину Јадра и остатак Србије од катастрофалних последица које ће ископавање литијума и његово испирање сумпорном киселином оставити на плодном тлу.
Мисија Марша са Дрине јесте да подржи локално становништво у подручју долине Јадра у борби за заштиту своје земље против планираних експлоатација литијума и бора и насилног исељавања које то подразумева. Рад кампање се заснива на социјалним, еколошким, економским и правним аспектима.

### Јадарска декларација
9. јула 2022. године у Горњим Недељицама заједно са активистичким организацијама из Чилеа, Португала, Немачке, Шпаније и Србије, на иницијативу ЕКО Друштвене акције и покрета Марш са Дрине основана је и потписана Јадарска декларација. Заједнички циљ је посвећивање размене знања и искустава у борби против ископавања литијума.

## Тим
Тим Марша са Дрине чине:
- Бојана Новаковић, координатор - глумица, књижевница, ауторка документараца и органитзатор, једбна од оснивача кампање Марш са Дрине;
- Иван Бјелић - новинар и омладински радник, еколошки активиста;
- Исидора Петковић - графички дизајнер;
- Јована Амиџић - Европске институције и петиције;
- Стефани Рот - консултант;
- Мирјана Петковић - веза са заједницом.